# Вест-Честер (Айова)
Вест-Честер (англ. West Chester) — місто (англ. city) в США, в окрузі Вашингтон штату Айова. Населення — 144 особи (2020).

## Географія
Вест-Честер розташований за координатами 41°20′24″ пн. ш. 91°49′1″ зх. д. / 41.34000° пн. ш. 91.81694° зх. д. (41.340001, -91.816861).  За даними Бюро перепису населення США в 2010 році місто мало площу 0,66 км², уся площа — суходіл.

## Демографія
Згідно з переписом 2010 року, у місті мешкало 146 осіб у 63 домогосподарствах у складі 45 родин. Густота населення становила 223 особи/км².  Було 75 помешкань (114/км²).
Расовий склад населення:
| - 95,2 % — білих - 0,7 % — корінних американців - 0,7 % — чорних або афроамериканців |

До двох чи більше рас належало 2,7 %. Частка іспаномовних становила 2,1 % від усіх жителів.
За віковим діапазоном населення розподілялося таким чином: 19,2 % — особи молодші 18 років, 62,3 % — особи у віці 18—64 років, 18,5 % — особи у віці 65 років та старші. Медіана віку мешканця становила 46,7 року. На 100 осіб жіночої статі у місті припадало 111,6 чоловіків;  на 100 жінок у віці від 18 років та старших — 114,5 чоловіків також старших 18 років.
Середній дохід на одне домашнє господарство  становив 48 518 доларів США (медіана — 31 429), а середній дохід на одну сім'ю — 53 378 доларів (медіана — 32 188). За межею бідності перебувало 10,4 % осіб, у тому числі 7,7 % дітей у віці до 18 років та 9,1 % осіб у віці 65 років та старших.
Цивільне працевлаштоване населення становило 44 особи. Основні галузі зайнятості: освіта, охорона здоров'я та соціальна допомога — 25,0 %, транспорт — 11,4 %, оптова торгівля — 11,4 %.